# Viljandimaa
Viljandimaa (est. Viljandi maakond) – jedna z 15 prowincji w Estonii, znajdująca się w południowej części kraju. Powierzchnia wynosi 3420,11 km². Populacja na koniec 2021 roku wynosiła 45 413 osób.

## Podział administracyjny
Prowincja jest podzielona na 4 gminy:
Gminy miejskie:
1. Viljandi (Viljandi linn)

Gminy wiejskie:
1. Mulgi
2. Põhja-Sakala
3. Viljandi (Viljandi vald)

Wcześniej, przed reformą administracyjną z 2017 roku, była podzielona na 12 gmin:
- Miejskie: Mõisaküla, Viljandi, Võhma
- Wiejskie: Abja, Halliste, Karksi, Kolga-Jaani, Kõo, Kõpu, Suure-Jaani, Tarvastu, Viljandi (powstała z połączenia gmin Paistu, Pärsti, Saarepeedi i Viiratsi)

## Galeria

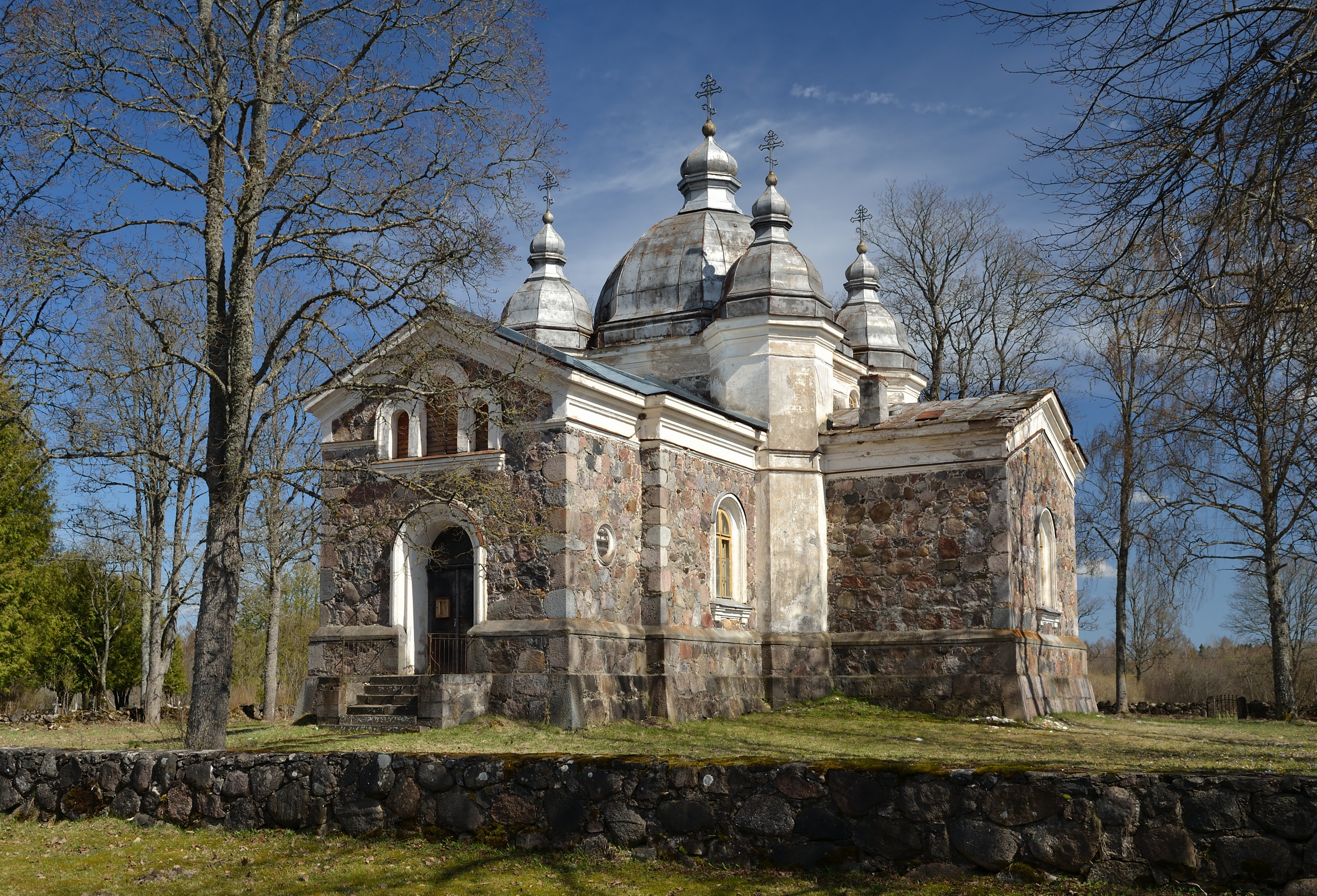
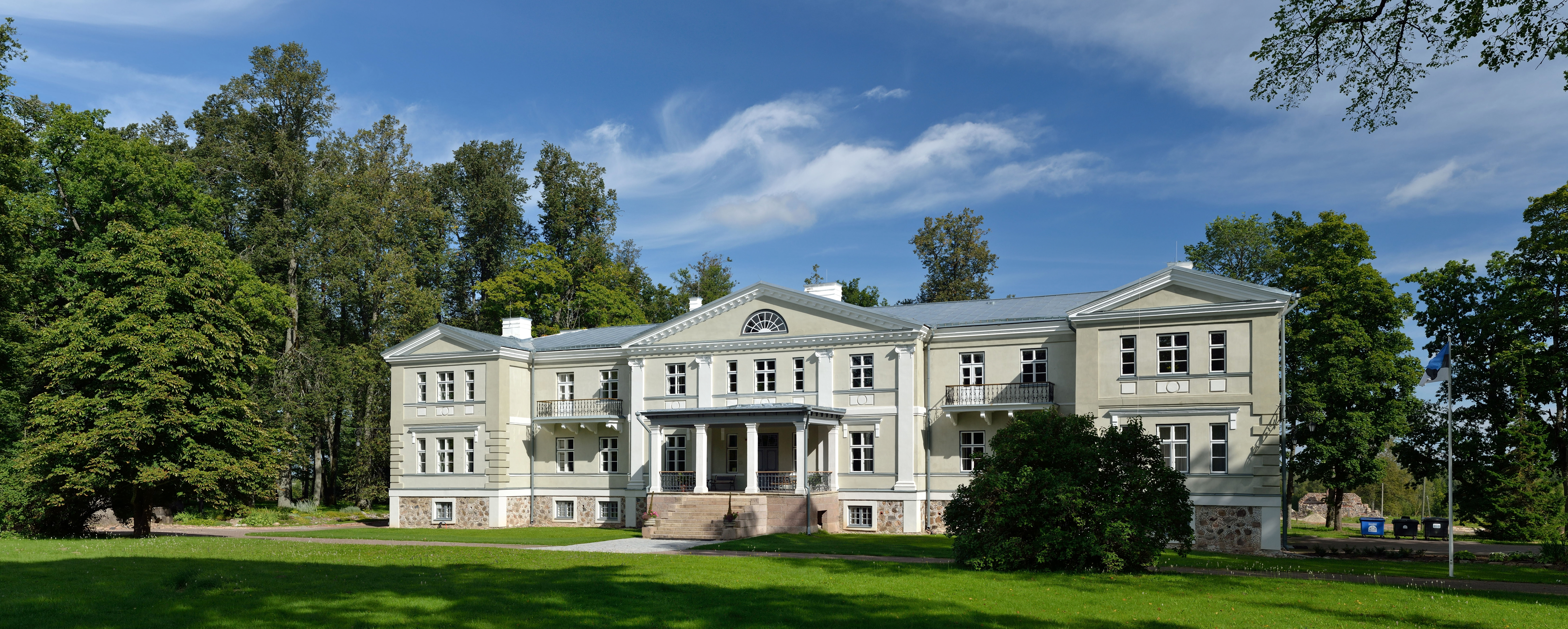
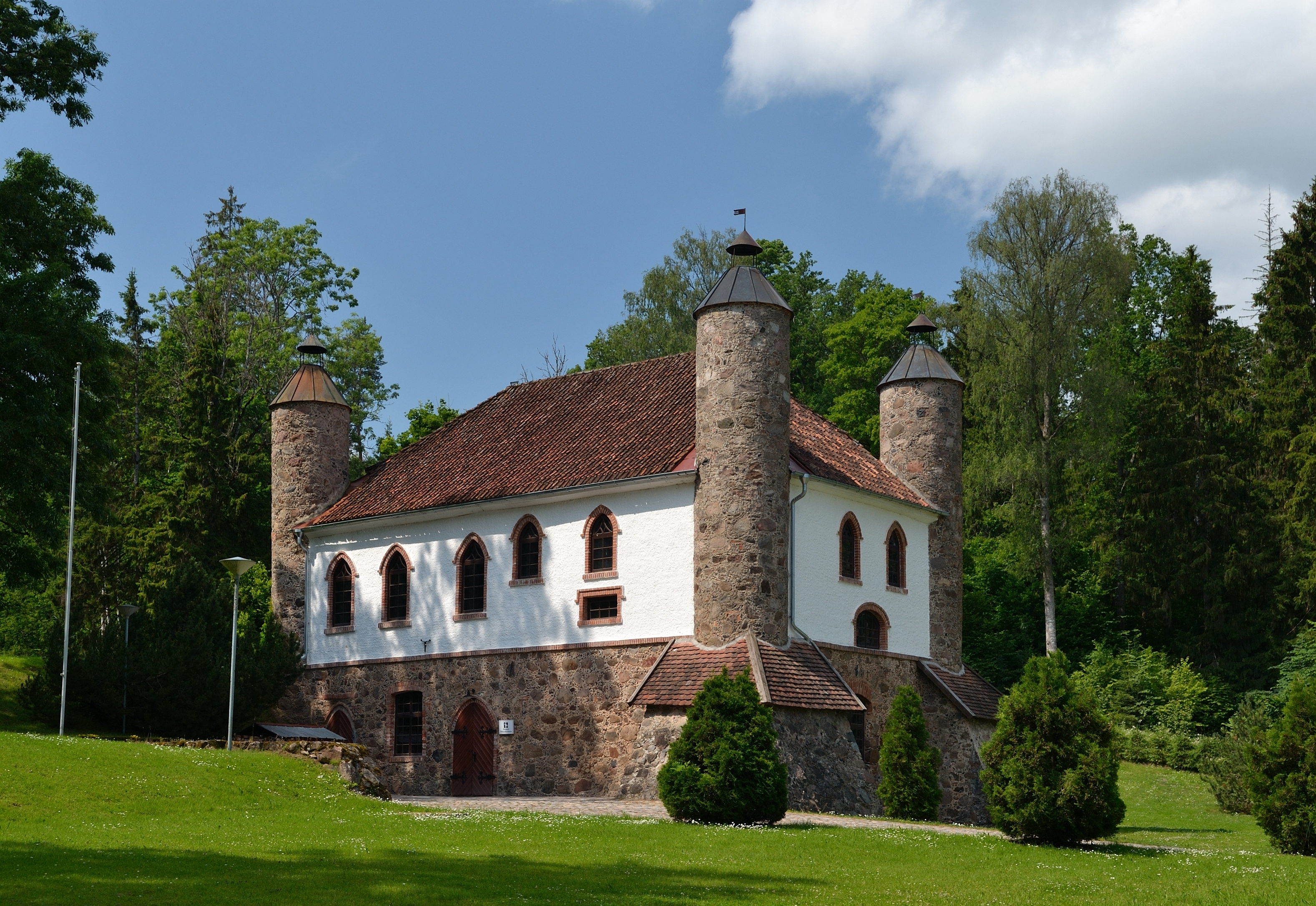
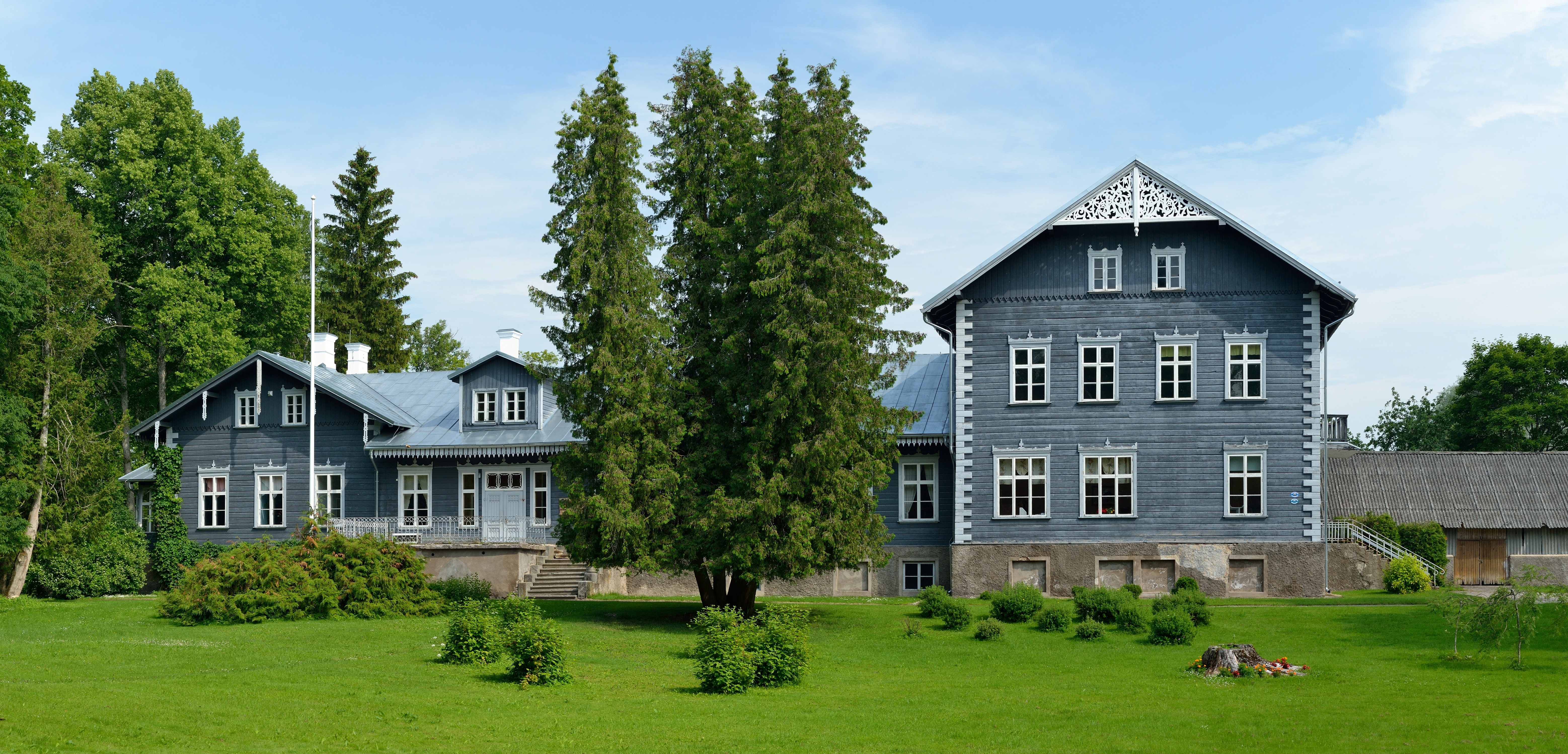